# Запасная часть
Запа́сная ча́сть (З.ч.) — специальное формирование (воинская часть), организационно самостоятельная учебная и административно-хозяйственная единица в составе всех родов войск (сил) (ранее — родов оружия), предназначенная для подготовки маршевого пополнения для восполнения потерь действующей армии во время войны.
Также существовали запасные соединения (бригады) и объединения (армии, войска).
Военная история убедительно свидетельствует, что ход и исход длительных войн зависели от способности противоборствующих сторон обеспечить своевременный приток пополнений на театры военных действий.

## Типы
К запасным частям относились следующие типы формирований:
- отдельная рота (отдельные батарея, эскадрон, сотня, дружина);
- отдельный батальон (отдельный дивизион, отделение);
- отдельный полк;
- кадр (от франц. cadre «оправа, рамка», восходит к лат. quadrum «четырехугольник») — мирный уменьшенный состав отдельных частей войск (от 1/4 — 1/5 состава военного времени). Кадровая система военной организации предполагает содержание в мирное время всех элементов вооружённых сил, которые развёртываются во время войны по готовым планам мобилизации[2]. Например, в армейских запасных батальонах кадр в мирное время, выполнявший роль организационного ядра по мобилизации, состоял из одного штаб-офицера, шести обер-офицеров и сорока нижних чинов[3].

## Предназначение
Запасная часть, созданная в военное время, как организационно самостоятельная учебная и административно-хозяйственная единица (формирование, часть) в вооружённых силах (ВС), предназначалась для:
- воспитания личного (а ранее ещё и конского) состава;
- обучения (подготовки) личного (а ранее ещё и конского) состава;
- пополнения убыли состава в частях, как на театре военных действий (театре войны), так и внутри государства;
- обучение (подготовку) кандидатов для укомплектования военных училищ из лиц с высшим и средним образованием или с подготовкой, удовлетворяющей требованиям поступления в военные училища;
- развёртывание новых частей и соединений, всех родов войск (сил), то есть запаса вооружённых сил.

## Россия

### Имперский период
В Имперский период России в вооружённых силах Российской империи существовали запа́сные части, для подготовки, сформирования и отправки в военное время на театр войны пополнений для укомплектования частей вследствие убыли в рядах полевых и резервных войск, всех родов оружия.
Запасные части появились в российских вооруженных силах не сразу. 10 октября 1808 года было издано положение о
запасных рекрутских депо для обучения рекрутов. От пехотной дивизии в депо выделялись штаб-офицер, 6 лучших поручиков, 24 унтер-офицера, 240 рядовых, 2 барабанщика, 3 цирюльника и 3 лазаретных служителя. Все депо делилось на 6 рот. В 1810 году во всех пехотных полках стало по три батальона, при этом первый и третий батальоны считались действующими, а второй был запасным (в поход выступала только его гренадерская рота, а три остальные, выслав людей на доукомплектование действующих батальонов, оставались на квартирах). В январе 1811 года были учреждены артиллерийские запасные рекрутские депо (с марта этого же года пехотные и артиллерийские запасные рекрутские депо переименованы в рекрутские депо). К середине 1812 года в связи с вторжением Наполеона в Россию все рекрутские депо были ликвидированы, а их состав пошел на доукомплектование частей действующей армии.При Николае I была создана четкая структура резервных и запасных войск, что повысило мобилизационную способность армии.
К началу XX века в мирное время запасные части имелись только в кавалерии и конной артиллерии; в прочих родах войск они отсутствовали или содержались в кадровом составе и в полный состав должны были приводиться лишь с объявлением мобилизации.
В ВС России имелись следующие запасные части, по родам оружия, на 1898 год:
- Пехота: запасные пехотные батальоны по числу полевых пехотных полков и стрелковых бригад. В мирное время не содержались. Для их создания каждый полевой пехотный полк и стрелковая бригада, при мобилизации, выделял одного штаб-офицера, 6 обер-офицеров и 40 нижних чинов, которые назначались для этой цели заранее, остальной личный состав запасных пехотных батальонов комплектовался чинами запаса армии и ратниками ополчения первого разряда, приписанными к полкам и бригадам.
- Кавалерия: 21 кадр кавалерийского запаса, которые были сведены в 9 бригад кавалерийского запаса. Кадр делился на отделения, а общее число отделений было равно числу регулярных кавалерийских полков всех родов (типов) кавалерии. В мирное время в кадрах выезжались ремонтные лошади, в военное время — при каждом отделении формировалось по два запасных эскадрона. В 1901 году в ВС России (РИАиФ) было введено новое положение о частях кавалерийского запаса и об инспекторе ремонтов и запаса кавалерии. Пример: Гвардейский запасный кавалерийский полк.
- Артиллерия: три запасные артиллерийские бригады и 4 отдельные артиллерийские батареи (из них одна конно- артиллерийская).
- Инженерные войска): 4 запасных сапёрных батальона; формировались в военное время на одинаковом основании с запасными пехотными батальонами.

Число запасных частей в округах было различным, в зависимости от состава войск ВО. К примеру на территории Иркутского военного округа, к началу Первой мировой войны, были следующие запасные части:
- в Забайкалье разместились 1-й, 2-й, 3-й, 4-й, 5-й, 6-й, 7-й и 8-й Сибирские стрелковые запасные батальоны 1-й Сибирской стрелковой запасной бригады
- в Иркутске, Ачинске, Красноярске, Канске — 1-й, 2-й, 3-й, 4-й, 5-й, 6-й, 7-й и 8-й Сибирские стрелковые запасные батальоны 2-й Сибирской стрелковой запасной бригады
- 627-я, 628-я, 629-я пешие Томские дружины, 630-я, 631-я, 632-я, 633-я пешие Иркутские дружины 7-го ополченческого корпуса (кроме Якутской области)
- запасный артиллерийский дивизион
- запасный телеграфный батальон
- запасная понтонная рота
- запасная кадровая рота железнодорожного батальона[7]

В ходе Первой мировой войны количество запасных частей всех родов войск постоянно увеличивалось, а их штаты укрупнялись. Запасные части имели два состава: постоянный (сформированный из кадра мирного времени), предназначенный для обучения и переподготовки призываемых нижних чинов и выполнения хозяйственных надобностей, и переменный — из чинов запаса, предназначенный для пополнения убыли в войсках. Каждый запасной батальон готовил маршевые команды в полки той дивизии, к которой он был приписан. В начале 1917 года все запасные пехотные и Сибирские стрелковые батальоны, которых к тому времени имелось уже более трехсот пятидесяти, были развернуты в полки. В связи с постепенным насыщением армии современными военно-техническими средствами появлялись также пулеметные, автомобильные, мотоциклетные, бронеавтомобильные, самокатные, тяжелые артиллерийские, минометные, химические, огнеметные, моторно-понтонные, авиационные запасные части. Например, Первый пулемётный запасный полк был расквартирован в Ораниенбауме.

В целом можно отметить две основные особенности быта нижних чинов запасных частей в 1914—1917 гг.: во-первых, резкое ухудшение бытовых условий по сравнению с мирным временем, что, несомненно, связано с ухудшением экономической ситуации в стране в целом; во-вторых, разделение нижних чинов на две обособленные, часто враждебные друг другу группы — унтер-офицеров постоянного состава, которые находились в более выгодных условиях, и переменный состав. Последняя тенденция характерна для армий большинства воюющих стран— Д. А. Лобанов, Повседневная жизнь солдат тыловых гарнизонов в 1914 — 1917 годах.
В 1916 году в Петрограде и его пригородах было размещено до 340 000 солдат запасных частей и соединений.

### Советский период
М. Запасные части

Назначение запасных частей — подготовка людского и конского пополнений для частей действующей армии, а также формирование новых частей. Как правило, имеются запасные части тыла и запасные части фронта; отклонение от этого общего порядка в отношении отдельных родов войск указаны ниже.

Схема движения пополнений в общем следующая: призываемые в армию контингенты зачисляются в депо, имеющиеся в запасных частях тыла, откуда после кратковременной (от 1 мес. до 1,5 мес.) подготовки поступают в строевые подразделения запасных частей, а выбранные для подготовки на должности младшего комсостава — непосредственно в учебные подразделения (полковые школы, учебные батареи и т. д.).

Курс обучения в строевых подразделениях продолжается от одного до четырёх месяцев, а в учебных подразделениях от двух до шести месяцев, в зависимости от рода войск.

По окончании подготовки пополнения следуют на фронт в составе маршевых рот (эскадронов, батарей), пополнения же в специальные части высылаются отдельными командами в составе тех или иных специалистов.

Пополнения следуют непосредственно в действующие части, за исключением стрелковых войск, для которых пополнения прибывают в корпусные запасные полки из расчёта по одному на корпус.

Для подготовки пополнений из числа контингентов, мобилизуемых на территории самого фронта, для некоторых родов войск предусмотрены запасные части резерва фронта, а именно: запасные стрелковые бригады, запасные арт. дивизионы, запасные батальоны связи и сапёрные. Штаты запасных частей резерва фронта по своей структуре и составу способны к быстрому переформированию в действующие высшие войсковых соединения, близки по своей структуре к типовым войсковых соединениям (дивизия).

Между прочим, по новой схеме развертывания, запасные кавалерийские бригады резерва фронта исключены.

По отдельным родам войск предусмотрены следующие запасные части.— Из доклада начальника ГУ РККА В. Н. Левичева председателю РВС СССР К. Е. Ворошилову о вновь разработанных штатах военного времени строевых частей Сухопутных и Военно-воздушных сил, Август 1927 года, РГВА. Ф. 33988. Оп. 2. Д. 679. Л. 1 — 37. Подлинник.
В Советский период России в Вооружённых Силах СССР существовали в:

#### РККА
Запа́сная часть, тоже сформированная в военное время, для подготовки личного и конского состава, для пополнения убыли в частях как на фронте, так и внутри СССР, подготовки, выделенных по нарядам мобилизационного управления Генерального Штаба РККА, кандидатов, для укомплектования военных училищ из лиц с высшим и средним образованием или с подготовкой, удовлетворяющей требованиям поступления в военные училища, развертывание новых частей и соединений, всех родов войск.
На 1 мая 1939 года дислокация запасных частей по военным округам (отдельным армиям) РККА была следующей:
- 1-я Отдельная Краснознаменная армия;
  - 85-й запасный стрелковый полк, Спасск-Дальний;
  - 156-й армейский запасный стрелковый полк, Занадворовка;
  - 157-й армейский запасный стрелковый полк, Ворошилов;
  - 158-й армейский запасный стрелковый полк, Сергеевка;
  - 2-й запасный химический батальон, Раздольное;
- Харьковский военный округ;
  - 10-я запасная стрелковая бригада, Харьков;
    - 4-й запасный стрелковый полк, Харьков;
    - 50-й запасный стрелковый полк, Ахтырка;
    - 11-й запасный стрелковый полк, Полтава;

  - 11-я запасная стрелковая бригада, Днепропетровск;
    - 53-й запасный стрелковый полк, Александрия;
    - 52-й запасный стрелковый полк, Павлоград;
    - 2-й запасный стрелковый полк, Днепропетровск;

  - 12-я запасная стрелковая бригада, Кривой Рог;
    - 65-й запасный стрелковый полк, Никополь;
    - 29-й запасный стрелковый полк, Кривой Рог;
    - 54-й запасный стрелковый полк, Запорожье;

  - 13-я запасная стрелковая бригада (передана в КОВО), Лубны (Белая Церковь);
    - 13-й запасный стрелковый полк, Лубны;
    - 49-й запасный стрелковый полк, Пирятин;
    - 14-й запасный стрелковый полк, Прилуки (Фастов);

  - 30-я запасная стрелковая бригада, Симферополь;
    - 46-й запасный стрелковый полк, Симферополь;
    - 55-й запасный стрелковый полк, Феодосия;

  - 145-й армейский запасный стрелковый полк, Кременчуг;
  - 146-й армейский запасный стрелковый полк, Ворошиловград;
  - 147-й армейский запасный стрелковый полк, Славянск;
  - 148-й армейский запасный стрелковый полк, Харьков;
  - 1-й запасный артиллерийский полк, Харьков;
  - 6-й запасный артиллерийский полк, Кременчуг;
  - 25-й запасный артиллерийский полк, Кривой Рог;
  - 26-й запасный артиллерийский полк, Симферополь;
  - 42-й запасный артиллерийский полк, Волчанск;
  - 49-й запасный артиллерийский полк, Чугуев;
  - 51-й запасный артиллерийский полк, Днепропетровск;
  - 3-й запасный полк связи (передан КОВО), Харьков;
  - 4-й запасный полк связи, Днепропетровск;
  - 1-я запасная топографическая рота, Кременчуг;
  - 3-й запасный инженерный батальон, Днепропетровск;
  - 55-й запасный авиационный полк, Харьков;
  - 5 запасных авиаэскадрилий, Харьков;
  - 55-я запасная авиабаза, Харьков;
  - 66-й запасный кавалерийский полк, Павлоград;
  - 13-й запасный автотракторный батальон, Днепропетровск;
  - 4-й запасный железнодорожный полк, Харьков;
  - 6-й запасный зенитно-артиллерийский полк ПВО, Харьков

Запасные части из числа переменного состава готовили младший командный (начальствующий) состав, младших специалистов, по различным военно-учётных специальностям, и рядовой состав для РККА.
С началом мобилизации в начале Великой Отечественной войны в СССР были развёрнуты запасные части во всех военных округах. Именно из запасных частей направлялись маршевые пополнения в действующую армию.  Уже 8 июля 1941 года Генеральный штаб РККА отдал первое распоряжение об отправке маршевых батальонов на фронт, а 11 -12 июля Приволжский военный округ отправил на фронт первые 16 маршевых батальонов. На сентябрь 1941 года в запасных частях было свыше 1 млн. военнослужащих. До мая 1942 года запасные войска организационно состояли из стрелковых бригад, отдельных запасных полков, батальонов и школ по подготовке младших специалистов внутренних военных округов, фронтов и армий. Запасные бригады обычно состояли из 3 запасных полков и специальных подразделений. С мая 1942 года, когда на оснащение войск стали поступать в большом количестве автоматическое оружие, минометы, противотанковые ружья, новые артиллерийские орудия и танки, часть запасных стрелковых бригад была преобразована в учебные, строго специализированные. В мае 1944 года запасные и учебные бригады были преобразованы в дивизии.
Для укомплектования запасных частей переменным составом в них направлялись военнообязанные из запаса, военнообязанные и военнослужащие, находящиеся на пересыльных пунктах военных комиссариатов, а также солдаты и сержанты, выписываемые из госпиталей. обучение личного состава запасных стрелковых бригад велось по нескольким программам. Полный трехмесячный курс, даже в начале войны, проходили лишь впервые призванные в армию. Мобилизованных военнообязанных запаса, прошедших в предвоенные годы полный цикл сборов в территориальных частях, обучали по семидневной программе: их знакомили только с новыми видами оружия и новыми тактическими приемами, к концу недели проводили стрельбы, после чего включали в маршевые подразделения. До мая 1942 года обучение по программам остальных категорий не превышало месяца, а младших командиров — двух месяцев. С 1944 года срок обучения солдат и сержантов увеличивался от двух до шести месяцев.
В начале войны командным составом запасные войска комплектовались за счет призванных в армию. Но уже с осени 1941 года командирами запасных дивизий, бригад и полков назначались лишь фронтовики, обладавшие хорошими методическими навыками. Командирами подразделений запасных частей назначались офицеры после выздоровления, имевшие боевой опыт.

##### Формирования
В Сухопутных войсках РККА были следующие З.ч. военных округов (отдельных армий) и центра:
- запасные стрелковые части;
- запасные артиллерийские части;
- запасные кавалерийские и конно-артиллерийские части;
- запасные автотранспортные части;
- запасные танковые части;
- запасные части ПВО;
- запасные части ВНОС;
- запасные топографические части;
- запасные бронепоездные части;
- запасные инженерные части;
- запасные части связи;
- запасные дегазационные части и части ПХО;
- запасные дорожно-эксплуатационные части;
- запасные железнодорожные части.

Приказ о результатах поверки хода формирования запасных частей. № 0237 19 июля 1941 г.

При поверке хода формирования запасных частей выявлено совершенно недопустимое отношение к этому важному делу со стороны командования всех степеней.
С высланным Генеральным штабом Красной Армии для всех запасных частей положением о запасных частях командный состав частей не ознакомлен.
Материальная обеспеченность запасных частей низкая и не дает возможности немедленно полностью развернуть боевую подготовку. Боевая подготовка проходит самотёком, без должного руководства штабов полков и штабов бригад.
Личный состав] запасных частей охвачен боевой подготовкой неполностью, много младших командиров и красноармейцев болтаются без дела. Суточный наряд велик и отрывает от боевой подготовки много людей.
Поступающий в запасные части личный состав не распределяется по подразделениям соответственно подготовке. Школы младшего комсостава укомплектованы без должного отбора.
Все эти недочеты ставят под угрозу срыва подготовку пополнений в сроки, предусмотренные положением о запасных частях.
Приказываю:

1. Командующим войсками военных округов под их личную ответственность организовать в кратчайший срок боевую подготовку запасных частей — перенеся всю работу из классов в поле.

2. Выявить и передать в запасные части все учебное вооружение, учебные пособия и учебное техническое имущество, имеющееся в округе.

3. Всему командному составу изучить положение о запасных частях и строго руководствоваться им в своей работе.

4. Установить во всех запасных частях строжайший внутренний порядок, сократить до предела необходимости внутренние наряды.

5. Командующим войсками округов не менее одного раза, а командирам запасных бригад не менее двух раз в месяц лично поверять организацию и методику проведения занятий в запасных частях и оказывать им практическую помощь.

Заместитель Народного комиссара обороны СССР Маршал Советского Союза Кулик— ф. 4, оп. 11, д. 65, л. 155—156. Подлинник.
Так же были организованы запасные части в составе армий и фронтов (так называемые запасные армейские и фронтовые части (в просторечии назывались фронтовыми, войсковыми, армейскими, полевыми и так далее запчастями)

#### Советская АрмияиВМФ
В Вооружённых силах СССР, запасных частей не было, а были учебные (У.ч.) и скадрованные части (С.ч.) которые практически выполняют те же задачи.

### Федеральный период
В Федеральный период России в Вооружённых силах Российской Федерации запасных частей нет, а есть учебные части (У.ч.) которые выполняют практически те же задачи.

## Сокращения
Принятые сокращения для З.ч. в РККА по родам войск:

### Стрелковые войска
- запсб — запасный стрелковый батальон;
- запсп — запасный стрелковый полк;
- азапсп — армейский запасный стрелковый полк;
- фзапсп — фронтовой запасный стрелковый полк;

### Артиллерия
- запапРГК — запасный артиллерийский полк РГК;
- запап — запасный артиллерийский полк;

### Кавалерия
- запкадн — запасный конно-артиллерийских дивизион;
- запкп — запасный кавалерийский полк;
- запгкп — запасный горно-кавалерийский полк;
- запкап — запасный конно-артиллерийский полк;

### Танковые войска
- заптб — запасный танковый батальон;
- заптп — запасный танковый полк;
- запавтбп — запасный автобронетанковый полк;
- заппба — запасный полк броневых автомобилей;

### Авиация
- запвпдн — запасный воздухоплавательный дивизион;
- запавп — запасный авиационный полк;
- запАБ — запасная авиационная база;

### Войска связи
- запбТОС — запасный батальон ТОС;
- запрдн — запасный радио дивизион;
- заппс — запасный полк связи;

### Инженерные войска
- запмаср — запасная маскировочных рот;
- запиб — запасный инженерный батальон;

### Химические войска
- запхб — запасный химический батальон;
- запхп — запасный химический полк;

### Автомобильные войска
- запавттб — запасный автомобильный транспортный батальон;
- запавттп — запасный автомобильный транспортный полк;

### Войска ПВО
- заппулб — запасный пулемётный батальон;
- запбВНОС — запасный батальон ВНОС;
- западн — запасный артиллерийский дивизион;
- запднаэрз — запасный дивизион аэростатов заграждения;
- заппПВО — запасный полк ПВО;
- запзапПВО — запасный зенитно-артиллерийский полк ПВО

### Дорожные войска
- запдб — запасный дорожный батальон;

### Железнодорожные войска
- запузкр — запасная узкоколейная рота;
- запждп — запасный железнодорожный полк;

### Топографическая служба
- заптопр — запасная топографическая рота;